# 帕克斯 (澳大利亞國會選區)
帕克斯選區（英語：Division of Parkes），是澳大利亞新南威爾士州的下議院選區，位於該州中北部的鄉郊地區。面積256,643平方公里。
選區始於1984年，當區議員一直都屬國家黨。自2007年起當區議員是的馬克·庫爾頓。本選區名紀念第七任州長亨利·帕克斯。